# Бьязини, Сара
Сара Магдалена Бьязи́ни (фр. Sarah Magdalena Biasini; род. 21 июля 1977, Гасен, департамент Вар) — французская актриса

. Дочь франко-германской актрисы Роми Шнайдер и французского сценариста Даниэля Бьязини.

## Биография
После смерти матери в 1982 году Сара воспитывалась отцом в изоляции от публичной жизни. Получив искусствоведческое образование в Сорбонне, Сара поработала в музеях и галереях, а затем отправилась в Лос-Анджелес учиться актёрскому мастерству в знаменитом Институте театра и кино Ли Страсберга. Окончив обучение, проработала год на лондонских сценах.
В июне 2003 года Сара Бьязини была утверждена на главную роль в фильме плаща и шпаги франко-итальянского производства «Неукротимая Жюли и тайны Версаля». С 2005 года Сара Бьязини занята в поставленной парижским Театром Мариньи комедии Нила Саймона «Босиком по парку».

## Фильмография
- 2003: Неукротимая Жюли и тайны Версаля / Julie, chevalier de Maupin
- 2004: Printemps de Vie
- 2005: Щёлкни пальцем только раз / Mon petit doigt m’a dit
- 2005: Recon: A Filmmaker’s Quest
- 2007: Le Bal des actrices
- 2008: Человек и его собака / Un homme et son chien
- 2009: Blind Test
- 2011: Собачья жизнь / Une vie de chien
- 2012: Shakki
- 2012: Спи, мой зайчик / Dors mon lapin
- 2012: Associés contre le crime